# Doctrine Parot

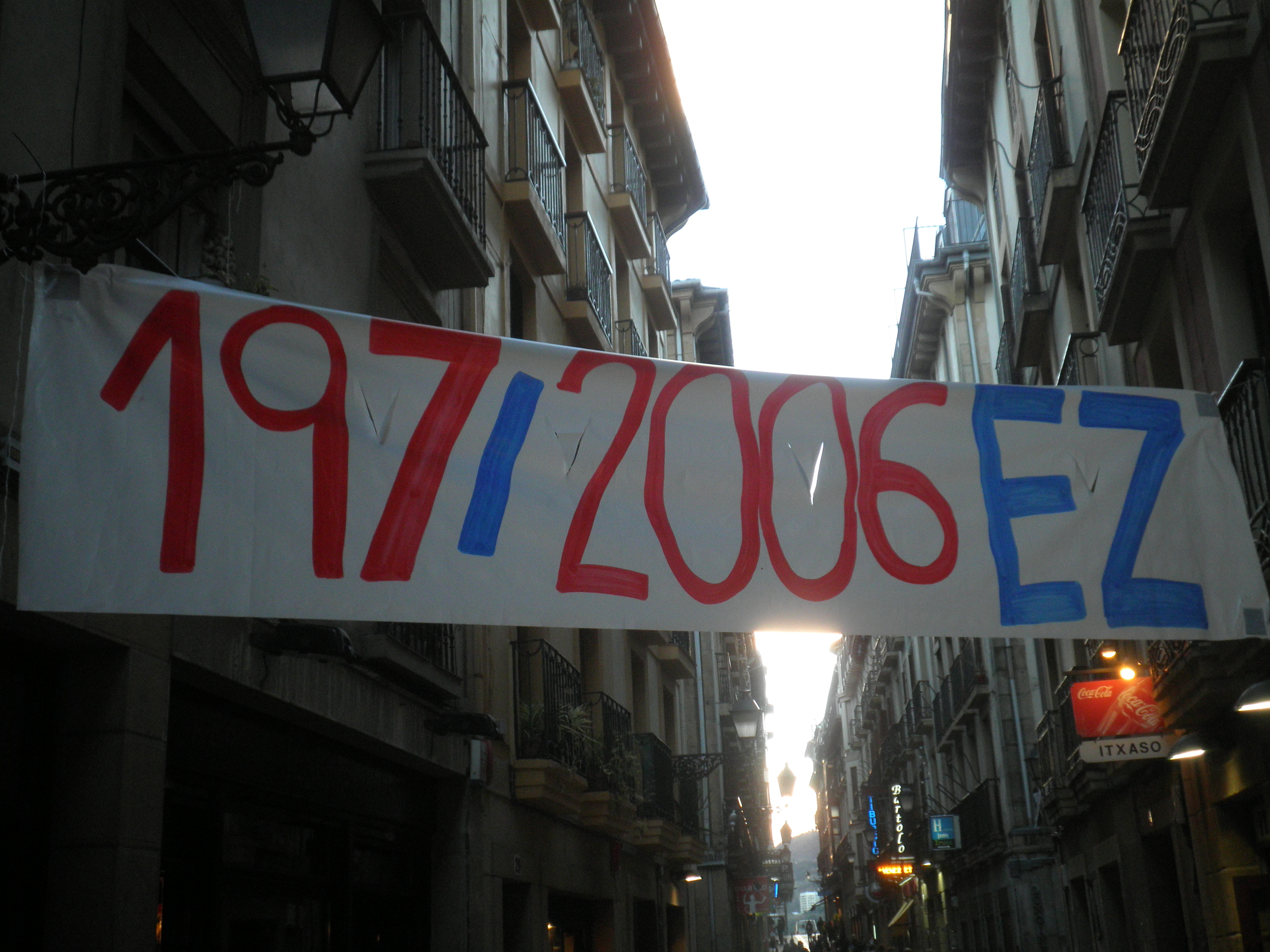
Banderole contre la condamnation 197/2006 contre les prisonniers. Donostia.

La doctrine Parot (en espagnol : Doctina Parot) est le nom sous lequel on connaît la sentence du Tribunal Suprême de l'Espagne du 28 février 2006 par laquelle la réduction de peine au bénéfice des prisonniers (travail, études,…) est appliquée sur chacune des peines indépendamment et non sur le maximum légal autorisé pour les réclusions à perpétuité, qui, selon le Code Pénal de 1973, est de trente années.
Cette sentence a constitué la résolution à un recours d'un membre de l'organisation ETA Henri Parot.
Un arrêt de la Cour européenne des droits de l'homme, du 10 juillet 2012, estime que la doctrine Parot, lorsqu'elle est postérieure à la condamnation, viole les articles 5 et 7 de la Convention européenne des droits de l'homme. En effet, elle est contraire au principe de non-rétroactivité d'une peine plus forte. Cet arrêt est confirmé par un autre arrêt de la Grande chambre du 21 octobre 2013 (Del Rio Prada – Espagne – 42750/09). Cette décision permet la libération de plusieurs combattants emprisonnés d'ETA, mais aussi d'assassins et de violeurs des années 1990, provoquant un fort émoi dans le pays.

## Personnes bénéficiaires

### Prisonniers d'ETA
- Henri Parot Navarro
- Iñaki de Juana Chaos
- Juan José Zubieta Zubeldia, un des auteurs de l'attentat de Vic en 1991
- José Javier Zabaleta Elósegui
- Domingo Troitiño
- Juan Antonio López Ruiz
- Fernando Etxegaray
- José Ramón Martínez de la Fuente, «Joserra»
- Juan José Legorburu Guederiaga, «Txindoki»
- Juan Carlos Pérez Ojuel
- Bautista Barandalla Iriarte
- Ignacio Pujana Alberdi, «Alain Delon»
- Ignacio Urdiaín Cirizar
- María Josefa Uzkudun Etxenagusía
- Luis María Lizarralde
- José María Sagarduy Moja, «Gatza»
- Maitane Sagastume Arrieta
- Juan Igarataundi Peñagarikano
- Nicolás Francisco Rodríguez
- Juan Manuel Píriz López, «Mungi»
- Icíar Martínez Sustatxa
- José Carlos Apestegía Jaca
- Jesús Díaz de Heredia Ruiz de Arbulu
- Miguel Turriente Ramírez
- José Antonio López Ruiz, «Kubati»
- José Miguel Latasa Guetaria «Fermín»
- Juan Carlos Arruti Azpitarte «Paterra»

### Membres duGAL
- Ismael Miquel Gutiérrez

### Autres
- Gustavo Romero (assassinat, agression sexuelle, mauvais traitement et vol)
- Pedro Luis Gallego (« le violeur de l'ascenseur ») (double assassinat, 18 agressions sexuelles)
- Miguel Ricart (assassinat des fillettes d'Alcásser)[4]
- Manuel Pinteño (aucun crime de sang)
- Antonio Izquierdo (assassinat à Puerto Hurraco)[5]